# Canton de Saint-Priest
Le canton de Saint-Priest est une ancienne division administrative française, située dans le département du Rhône en région Rhône-Alpes.

## Composition
Le canton était limité à la seule commune de Saint-Priest.

## Histoire
Il est créé par le décret n°82-66 du 20 janvier 1982 en détachant la commune de Saint-Priest du canton de Saint-Symphorien-d'Ozon.
Il disparaît le 1er janvier 2015 avec la création de la métropole de Lyon.

## Représentation
| Période | Période | Identité         | Étiquette           | Qualité                                                                            |
| ------- | ------- | ---------------- | ------------------- | ---------------------------------------------------------------------------------- |
| 1982    | 1985    | Claude Huon      | RPR (exclu en 1983) |                                                                                    |
| 1985    | 2011    | Bruno Polga      | PS                  | Commerçant Maire de Saint-Priest (1983-2003) Suppléant de la députée Martine David |
| 2011    | 2014    | Évelyne Fontaine | PS                  | Militante associative Adjointe au maire de Saint-Priest                            |

## Évolution démographique
| 1982   | 1990   | 1999   | 2006   | 2011   | 2012   |
| ------ | ------ | ------ | ------ | ------ | ------ |
| 24 501 | 41 876 | 40 974 | 40 746 | 42 535 | 42 488 |